# Parlamento Imperial da Etiópia
O Parlamento Imperial da Etiópia (em amárico: የኢትዮጵያ ንጉሠ ነገሥት ፓርላማ) foi a legislatura bicameral do Império Etíope de 1931 a 1974. Era composto pela câmara baixa, a Câmara dos Deputados, e pela câmara alta, o Senado. O poder legislativo foi estabelecido na Constituição de 1931, com todos os membros nomeados principalmente pelo Imperador da Etiópia. A Constituição de 1955 introduziu eleições para a câmara baixa. O Edifício do Parlamento Etíope era o local de reunião do parlamento imperial. As últimas eleições ocorreram em 1973. A legislatura foi abolida pelo Derg.

## Senado

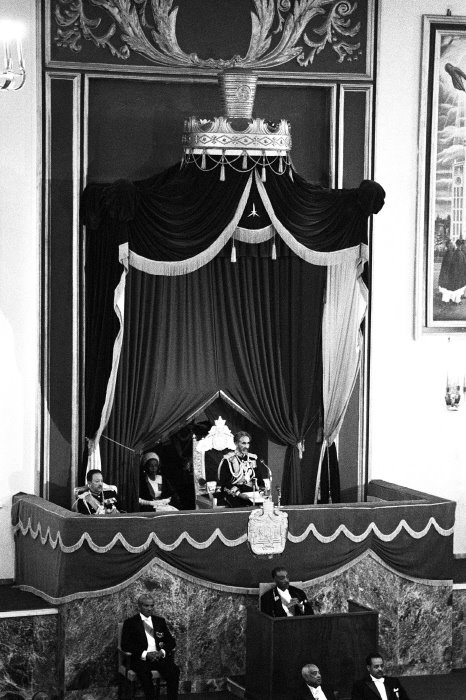
Imperador Haile Selassie fazendo um discurso do trono em frente ao parlamento

O Senado, Yaheg Mawossegna Meker-beth (የሕግ መወሰኛ ምክርቤት), foi criado em 1931. Inicialmente, seus membros eram nomeados e vinham da nobreza, da aristocracia, de ministros e funcionários públicos.  A câmara foi reformada na constituição de 1955 para que os membros fossem nomeados por aristocratas. Em 1974, havia 125 membros na câmara. 

### Presidentes do Senado
| Nome                              | Posse | Fim do Mandato | Notas       |
| --------------------------------- | ----- | -------------- | ----------- |
| Bidwoded Wolde Tsadeq Goshu       | 1931  | 1936           | [ 3 ]       |
| Kentiba Gebru Desta               | 1941  | ?              | [ 4 ]       |
| Negash Bezabeh                    | 1942  | 1943           |             |
| Blattengeta Lorenzo Taezaz        | 1943  | 1944           | [ 5 ]       |
| Máscara Tsahafe Taezaz Wolde      | 1944  | 1945           | [ 6 ]       |
| Mangasha Jambare                  | 1945  | 1946           |             |
| Ras Bidwoded Makonnen Endelkachew | 1957  | 1961           | [ 7 ] [ 5 ] |
| Ras Asrate Kassa                  | 1961  | 1964           | [ 5 ]       |
| Tenente-General Abey Abeba        | 1964  | 1974           | [ 8 ] [ 9 ] |

## Câmara dos Deputados
A Câmara dos Deputados, Yaheg Mamria Meker-beth (የኅግ ማህበረሰብ መከር ቤት), foi criada em 1931. Inicialmente, os membros eram escolhidos pelo Imperador da Etiópia, pela nobreza e pelos aristocratas.  A câmara foi reformada pela constituição de 1955, e os membros passaram a ser eleitos. Em 1974, havia 250 membros na câmara. 

### Presidentes da Câmara dos Deputados
| Nome                                  | Assumiu o cargo | Saiu do escritório | Notas  |
| ------------------------------------- | --------------- | ------------------ | ------ |
| Blattengeta Belatcho Yadete           | 1943            | 1945-?             | [ 13 ] |
| Grazmatch Gebre Kristos Wolde Michael | ? -1953         | 1953-?             |        |
| Lij Haile Mariam Kebede               | 1955            | 1957               |        |
| Wossen Hailu                          | 1957            | 1960               | [ 14 ] |
| Girma Wolde-Giorgis                   | 1961            | 1965               | [ 15 ] |
| Fitawrari Bayissa Jemmo               | ? -1966         | 1967               |        |
| Ato Tadesse Taye                      | 1967            | 1969-?             | [ 16 ] |
| Ato Seife Taddese                     | 1970            | 1974               | [ 17 ] |
| Ato Abebe Wendimeneh                  | 1974            | 1974               | [ 18 ] |